# José Mesa Suárez
José Mesa Suárez (Las Palmas de Gran Canaria, 31 de marzo de 1915 — Marbella, 16 de febrero de 1974) fue un futbolista español que jugaba en la demarcación de defensa.

## Trayectoria
Debutó como futbolista en 1934 cuando fichó por el Athletic Club de Madrid que tras la fusión con el Aviación Nacional en 1939 pasaría a llamarse Club Atlético de Madrid. Con el club madrileño llegó a disputar un total de 109 encuentros en Primera división, proclamándose campeón de liga en dos ocasiones.
Posteriormente en 1945 el Real Club Celta de Vigo, dirigido por Károly Plattkó, fichó al jugador. José Mesa disputó cuatro temporadas en Vigo, de los cuales el más exitoso fue la temporada del aniversario de plata del club en la cual que se proclamó subcampeón de la Copa del Rey y terminando en liga en cuarta posición.
Al terminar la temporada 1948/49, y tras disputar 76 encuentros en Primera División con el club vigués, Mesa se marchó al SG Lucense, donde se retiró en 1950.
Falleció el 16 de febrero de 1974 en Marbella a la edad de 58 años.

## Clubes
| Club                    | País   | Año       | Partidos | Goles |
| ----------------------- | ------ | --------- | -------- | ----- |
| Club Atlético Aviación  | España | 1934-1945 | 110      | 0     |
| Real Club Celta de Vigo | España | 1945-1949 | 76       | 0     |
| SG Lucense              | España | 1949-1950 | 12       | 0     |

## Palmarés
| Título                      | Club                    | Año     |
| --------------------------- | ----------------------- | ------- |
| Primera División de España  | Club Atlético de Madrid | 1939/40 |
| Primera División de España  | Club Atlético de Madrid | 1940/41 |
| Copa de Campeones de España | Club Atlético de Madrid | 1940    |